# Gabby Duran are grijă de extratereștri
Gabby Duran are grijă de extrateștri (engleză Gabby Duran and the Unsittables) este un serial american de televiziune, științifico-fantastic și o comedie creat de Mike Alber și Gabe Snyder. Difuzarea originală a avut loc pe 11 octombrie 2019. În România, serialul a început din 7 septembrie 2020.

## Premisa
Gabby Duran, o adolescentă de 13 ani, interpretată de actrița și cântăreața Kylie Cantrall, ajunge să preia rolul de baby sitter pentru niște extratereștri deghizați în copii. Curajoasă și plină de imaginație, face față cu brio provocării de a proteja identitatatea puștilor neobișnuiți, dovedindu-se a fi cea mai bună bonă din galaxie. 

## Personaje

### Principale
| Personaj                 | Actor           | Sezon     | Sezon |
| Personaj                 | Actor           | 1         | 2     |
| ------------------------ | --------------- | --------- | ----- |
| Gabby Duran              | Kylie Cantrall  | Principal |       |
| Wesley                   | Maxwell Donovan | Principal |       |
| Jérémy                   | Callan Farris   | Principal |       |
| Olivia Duran             | Coco Christo    | Principal |       |
| Dina Duran               | Valery Ortiz    | Principal |       |
| Principal Swift / Granis | Nathan Lovejoy  | Principal |       |

### Secundare
| Personaj | Actor         | Sezon    | Sezon |
| Personaj | Actor         | 1        | 2     |
| -------- | ------------- | -------- | ----- |
| Orb      | Laara Sadiq   | Secundar |       |
| Julius   | Kheon Clarke  | Secundar |       |
| Sky      | Elle McKinnon | Secundar |       |

## Producție
Pe 3 august 2018, Disney Channel a dat undă verde serialului de comedie - SF, produsă în Vancouver, Canada. Pe 2 august 2019, s-a dezvăluit faptul că seria va avea premiera în octombrie 2019. Serialul este produs de Gabby Productions, Ltd. 
Pe 7 octombrie 2019, Disney Channel a anunțat un al doilea sezon, cu puțin timp înainte de premiera primului sezon. 

## Difuzare
| Sezon | Sezon | Episoade | Premiera originală | Premiera originală | România           | România          |
| Sezon | Sezon | Episoade | Început            | Sfârșit            | Început           | Sfârșit          |
| ----- | ----- | -------- | ------------------ | ------------------ | ----------------- | ---------------- |
|       | 1     | 19       | 11 octombrie 2019  | 20 martie 2020     | 7 septembrie 2020 | 1 octombrie 2020 |
|       | 2     | 20       | 4 iunie 2021       | 26 noiembrie 2021  | 5 iulie 2021      | 23 iulie 2021    |

## Episoade

### Sezonul 1 (2019-20)
| Episodul | Titlul în română                                   | Regizat de          | Scris de                                    | Premiera în România |
| -------- | -------------------------------------------------- | ------------------- | ------------------------------------------- | ------------------- |
| 1        | Gor-Monite va exploda                              | Nzingha Stewart     | Mike Alber, Gabe Snyder                     | 7 septembrie 2020   |
| 2        | Wesley și Fischman                                 | Joe Nussbaum        | Mike Alber, Gabe Snyder                     | 8 septembrie 2020   |
| 3        | Bebe plânge Duran                                  | Joe Nussbaum        | Heather Mathious, Linda MacGillvray         | 9 septembrie 2020   |
| 4        |                                                    | Sean McNamara       | Lacey Dyer, Julia Layton                    |                     |
| 5        | Olivia se dezlănțuie                               | Keith Samples       | Adam Aseraf, Hunter Cope                    | 11 septembrie 2020  |
| 6        | Dia De La Dina                                     | Sean McNamara       | Eugene Garcia-Cross                         | 14 septembrie 2020  |
| 7        | Întunericul                                        | Leslie Kolins Small | Ben Glass                                   | 15 septembrie 2020  |
| 8        | E crăciunul, Gabby Duran!                          | Joe Nussbaum        | Huong Nguyen                                | 16 septembrie 2020  |
| 9        | Regele petrecerii și TimBuk                        | Keith Samples       | Mike Alber, Gabe Snyder                     | 17 septembrie 2020  |
| 10       | Primul eveniment de dormit peste noapte al lui Sky | Leslie Kolins Small | Veronica Rodriguez                          | 18 septembrie 2020  |
| 11       | Wesley Jr.                                         | Jon Rosenbaum       | Mike Alber, Gabe Snyder                     | 21 septembrie 2020  |
| 12       |                                                    | Jon Rosenbaum       | Hunter Cope, Adam Aseraf                    | 22 septembrie 2020  |
| 13       |                                                    | Joe Nussbaum        | Linda Mathious, Heather MacGillvray         | 23 septembrie 2020  |
| 14       | Cine este Joey Panther?                            | Leslie Kolins Small | Lacey Dyer, Julia Layton                    | 24 septembrie 2020  |
| 15       |                                                    | Leslie Kolins Small | Mike Alber, Gabe Snyder                     | 25 septembrie 2020  |
| 16       |                                                    | Nimisha Mukerji     | Eugene Garcia-Cross                         | 28 septembrie 2020  |
| 17       |                                                    | Leslie Kolins Small | Lacey Dyer & Julia Layton                   | 29 septembrie 2020  |
| 18       |                                                    | Siobhan Devine      | Ross Zimmerman                              | 30 septembrie 2020  |
|          |                                                    |                     |                                             |                     |
| 19       |                                                    | Joe Nussbaum        | Veronica Rodriguez, Mike Alber, Gabe Snyder | 1 octombrie 2020    |

## Legături externe
- Gabby Duran are grijă de extratereștri la Internet Movie Database